# Benedikt König

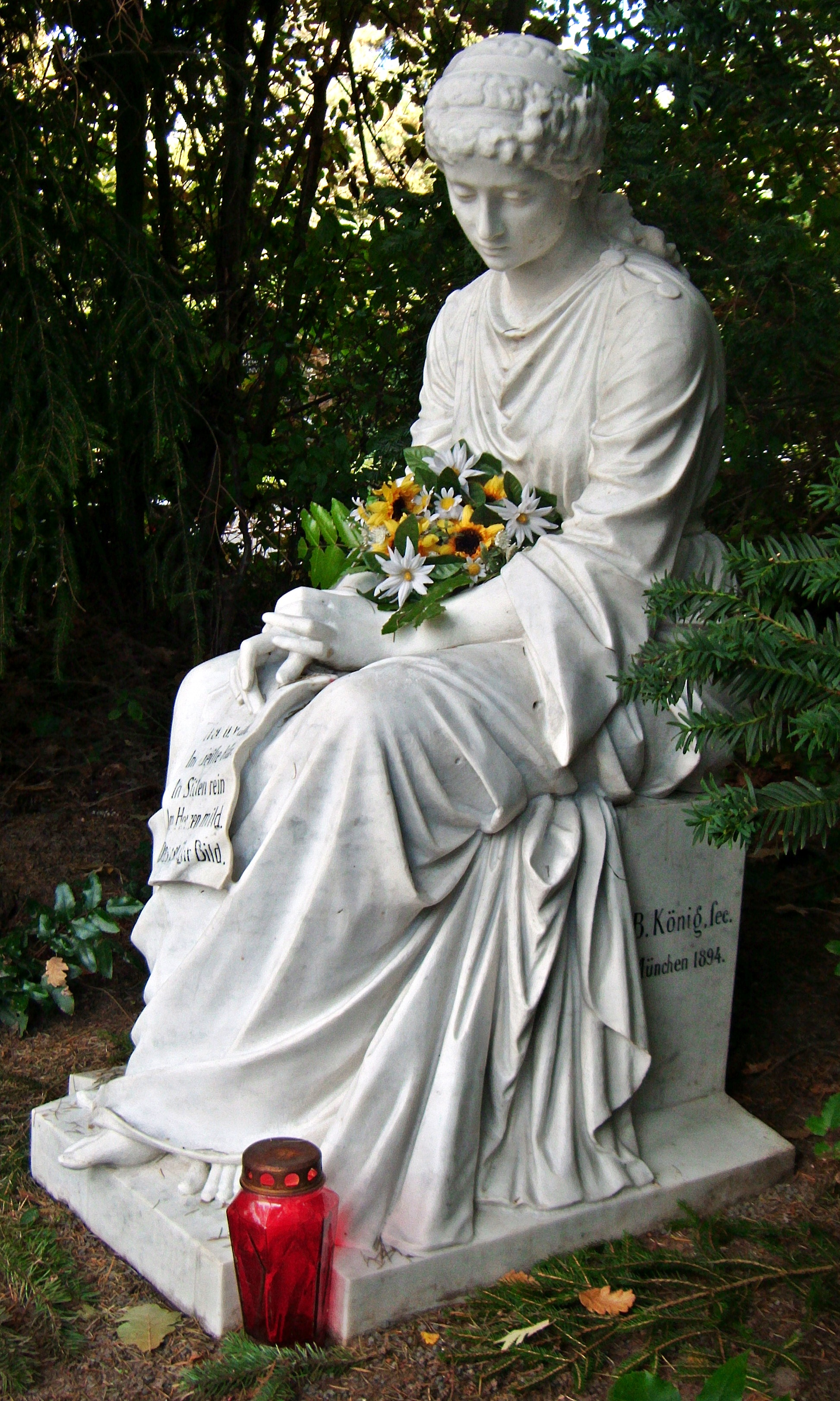
Signierte Figur einer Trauernden, Friedhof Landau in der Pfalz, 1894

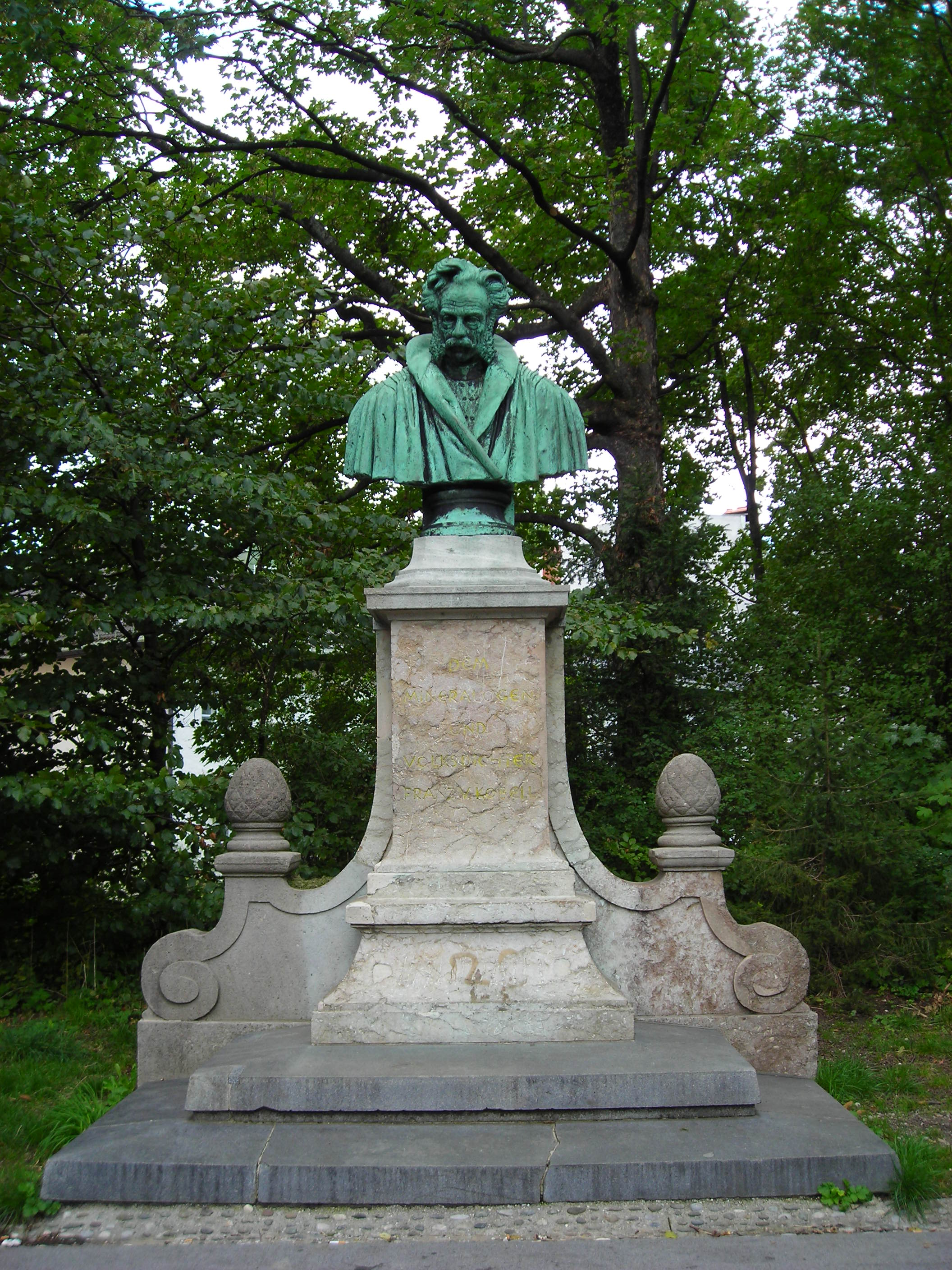
München, Maximiliansanlagen, Denkmal für Franz von Kobell. Büste modelliert von Benedikt König, gegossen durch Ferdinand Freiherr von Miller

Benedikt König (* 11. April 1842 in Gebrazhofen-Merazhofen, Allgäu; † 1906 in München) war ein deutscher Bildhauer, Bildschnitzer, Gießer und Modelleur.

## Leben
Benedikt König (in der neuen Literatur auch Benedikt von König) war ein bekannter deutscher Bildhauer des 19. Jahrhunderts. Er führte große Ateliers in Darmstadt, München und Berlin. Vor allem in den genannten drei Städten schuf er bedeutende Skulpturen und Denkmäler. Durch seine Freundschaft mit Anton Braith und Christian Mali befinden sich heute achtzig Gips- und Marmorbüsten im Besitz des Braith-Mali-Museums in Biberach an der Riß.
1875 erschien eine von August Wintterlin verfasste Biografie des Künstlers in der Stuttgarter illustrierten Wochenschrift Über Land und Meer. König gehörte ab 1873 der Loge Zu den drei Cedern an, einer Stuttgarter Freimaurerloge. Zu seiner Trauerfeier in Stuttgart am 6. Januar 1907 trug der Meister vom Stuhl der Loge Petzendorfer einen biografischen Nekrolog vor.
In der zeitgenössischen Literatur wird er auch mit „Professor“ bezeichnet, allerdings führt ihn das Verzeichnis der Akademie der bildenden Künste München weder als Student, noch als Professor. Das Adelsprädikat „von“ wird durchgehend nicht in zeitgenössischen, sondern nur in heutigen Quellen verwendet.
Der Bildhauer Ludwig Habich (1872–1949) war zwischen 1879 und 1886 Königs Schüler in Darmstadt.

## Werk
- Denkmal von Franz von Kobell südlich des Maximilianeums in München
- Denkmal von August Metz vor der Johanneskirche in Darmstadt (zerstört 1939)
- 1874 Reliefbildnis von Kaiser Friedrich III. (1831–1888) im Berliner Stadtschloss (heute im Besitz der Stiftung Preußische Schlösser und Gärten)[7]
- Marmorköpfchen der Kinder der großherzoglichen Familie von Hessen-Darmstadt

## Ausstellungen
- 2008 Raum, Form und Zeit – 100 Jahre Bildhauerei in Darmstadt 1880–1980. Kunst Archiv Darmstadt